# Berberis standleyi
Berberis standleyi är en berberisväxtart som beskrevs av J. S. Marroquin och J. E. Laferriere. Berberis standleyi ingår i släktet berberisar, och familjen berberisväxter. Inga underarter finns listade i Catalogue of Life.